# Chibiusa Tsukino
Chibiusa (en. Sailor Chibi Moon ili Rini, ja. ちびうさ) je lik iz crtane serije Mjesečeva ratnica, poznatija kao Mala Mjesečeva ratnica (en. Sailor Mini Moon). Ona nema planeta zaštitnika, a zbog toga je i jedina Mjesečeva ratnica koja nema planeta zaštitnika, jer, u današnjem svijetu postoji samo devet planeta, iako su znanstvenici otkrili još nova dva planeta. Ima mnogo alijasesa, a to su  Usagi "Chibiusa" Tsukino, Princess Usagi Small Lady Serenity, Princess Lady Serenity, Small Lady, The Rabbit i Black Lady. Black Lady (hr. Crna dama) je jedini zli lik u Chibiusinim alijasesima, koja se nalazi u grupi Black Moon Clan. U japanskom jeziku riječ "chibi" označava nisku osobu ili maleno dijete. Ima mnogo imena, npr. ChibiUsa, Chibi Usa Tsukino i slične varijacije. Glumi je Araki Kae.

## Opis Male Mjesečeve ratnice
Chibiusa je kćer Usagi Tsukino i Mamoru Chiba (Tuxedo Mask). Zapravo, njezino pravo ime je Usagi, ali na japanskom jeziku to je Chibiusa ili, na engleskom jeziku, Rini. Boja njezine kose kod ljudi je inače neuobičajena, jer je njezina kosa ružičaste boje, kao i njezina uniforma Mjesečeve ratnice. Ima otprilike 10 godina, a krvna grupa joj je 0. U zodijaku je Rak, a rođena je 30. lipnja. Omiljene boje su joj ružičasta i crvena. Posjeduje posebne predmete, a to su:
- Crystal Key
- Luna-P
- Transformation Broosh
- Pink Sugar Hearth Rod
- Crisis Moon Compact
- Moon Crystal Carillon